# Харэр
Ха́рэр, устар. Харар (амх. ሐረር) — город на востоке Эфиопии. Административный центр региона Харари. Важный коммерческий центр Эфиопии, главный исламский город страны. Исторический центр Харэра, обнесенный стенами, в 2006 году был включен в список Всемирного наследия ЮНЕСКО.

## География
Расположен на вершине холма, на восточной окраине Эфиопского нагорья, примерно в 500 км к востоку от Аддис-Абебы. Высота города над уровнем моря — 1847 м.
Климат полусухой, жаркий, но относительно мягкий.

## История
Эмират с центром в Харэре возник на развалинах древнего султаната Ифат-Адаль к началу XVI века, когда авторитет правивших султанов Ифат-Адаль из династии Валасма пал настолько, что с ними перестали считаться. Реальная власть оказалась в руках религиозных вождей — имамов. Особой известностью среди них пользовался Ахмед ибн Ибрагим аль-Гази. В 1527 году он начал войну с христианской Эфиопией. После упорных боёв Ахмаду удалось захватить большую часть Эфиопии, однако в феврале 1543 года он погиб в сражении, и христиане восстановили контроль над большей частью утерянных провинций.
В 1552 году мусульмане Харэра избрали своим имамом и эмиром племянника аль-Гази, Нур ибн Муджахида. В 1567 году, после его смерти, Адал оказался в состоянии хаоса. Несколько полководцев провозгласили себя эмирами и начали бороться за власть. Спустя 8 лет войну против христиан попытался возобновить эмир Мухаммад ибн Насир, но в 1576 году христиане нанесли опережающий удар, эмир Мухаммад и многие другие вожди мусульман оказались в плену и позже были казнены. Это была последняя попытка Харэра и прибрежных мусульман покорить христианскую Эфиопию. Вскоре после этого Мухаммад ибн Ибрахим провозгласил себя новым правителем Адаля и принял титул имама. После того, как жители Харэра отказались его признать, Мухаммад перенёс свою столицу в оазис Аусса. Отсюда имаму было затруднительно контролировать отдалённые районы страны, его авторитет пал, и реальная власть оказалась в руках местных эмиров.
Новое возвышение Харэра произошло только полвека спустя при эмире Али ибн Дауде, который вновь сделал этот город резиденцией имама. После его смерти в 1662 году Адаль окончательно распался на несколько самостоятельных эмиратов.
С конца XVIII века территория Харэрского эмирата сократилась, так что в XIX веке власть эмиров не распространялась за границы города.
В 1875 году Харэр захватили египтяне. Последний харэрский эмир Мухаммад ибн Али был взят в плен и в 1876 году казнён. До 1885 года город находился под египетским управлением, но затем власть перешла к сыну Мухаммада ибн Али Абдаллаху ибн Мухаммаду. В 1887 году против него выступил негус Шоа Менелик. В битве при Челенко в январе 1887 года войска эмира потерпели поражение. Харэр был присоединён к Шоа и в дальнейшем оказался в составе Эфиопии.
В начале XX века вокруг окруженного сплошной стеной средневекового города-крепости возникли новые жилые районы, размеры Харара увеличились.
В ходе итальянского вторжения в Эфиопию 8 мая 1936 года город захватили итальянские войска и он был включён в состав колонии Итальянская Восточная Африка.
В январе 1941 года английские войска начали наступление против группировки итальянских войск в Абиссинии, одним из направлений их наступления являлось наступление на Харар — в то время второй по величине город страны. В ходе этого наступления британские войска без боя прошли через проход Марда и 25 марта 1941 года заняли Харар.
К началу 1957 года численность населения составляла около 40 тыс. человек, город был известен как центр торговли (в основном, кофе, зерновыми, хлопком, табаком и другой сельскохозяйственной продукцией), кустарного производства строительных материалов (кирпича, черепицы и цемента), кустарного производства текстильных изделий, изделий из дерева (мебель, корзины и др.) и кожи, также здесь действовали маслобойни и предприятия по первичной обработке кофе. Через город проходила автомобильная дорога Диредауа — Харгейса.
В 1975 году численность населения составляла 51 тыс. человек, город был известен как центр торговли (в основном, крупным рогатым скотом и сельскохозяйственной продукцией: кофе, зерновыми, фруктами), а также как центр производства гончарных изделий, кожевенного производства и кустарного производства металлоизделий. Через город проходили шоссе на Диредава и Аддис-Абебу. Кроме того, город являлся одним из центров производства изделий из соломы.
В 1978 году в городе проживало 60 тыс. человек разных национальностей (харари, галла, амхара и сомали).
В 1982 году население составляло 62 тыс. человек, город был известен как центр кустарного производства металлоизделий, кожевенного производства, также здесь действовали несколько маслобоен.

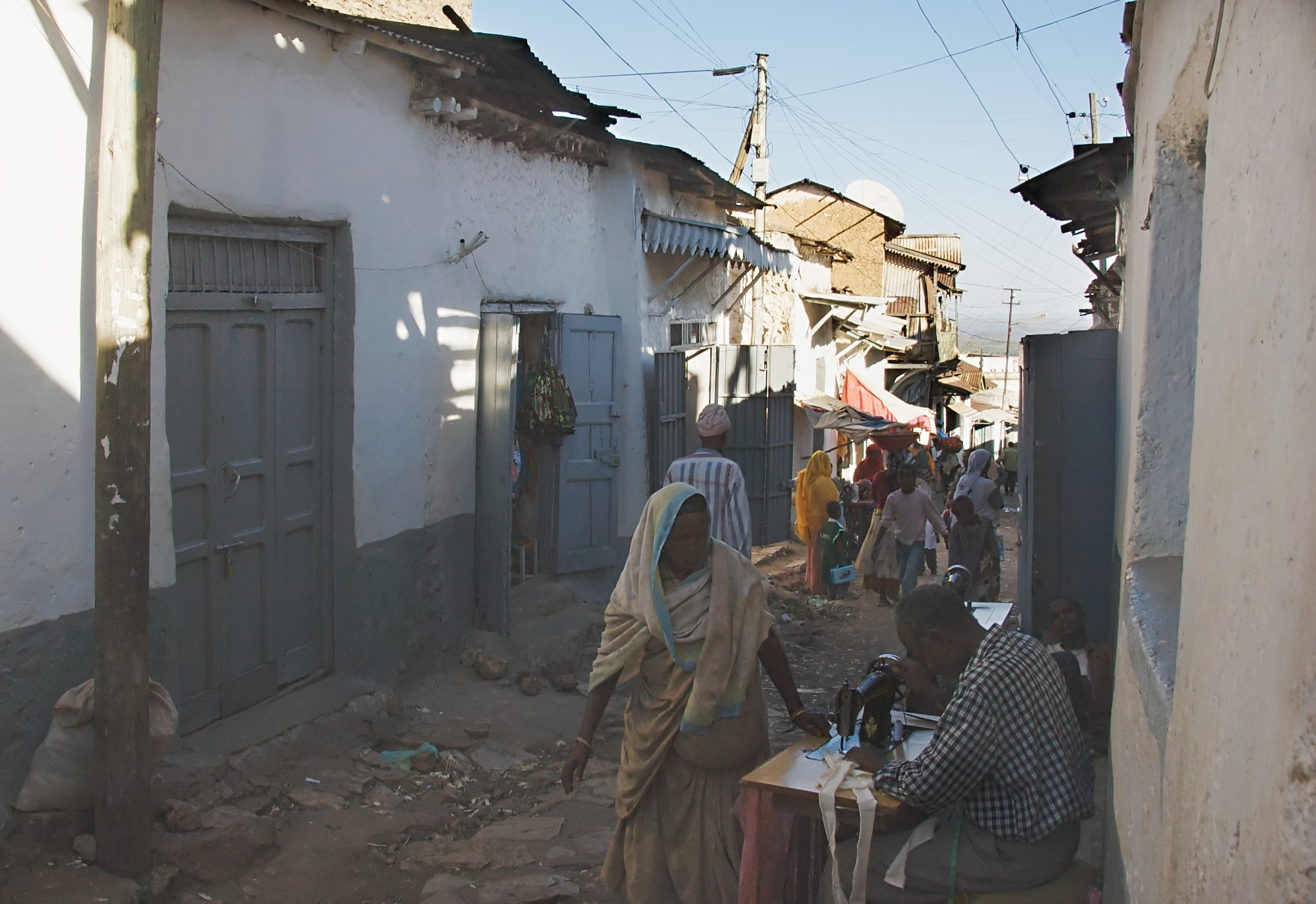
Улица в Харэре

По данным переписи 1994 года население города составляло 76 378 человек.

## Климат
| Показатель                    | Янв. | Фев. | Март | Апр. | Май   | Июнь | Июль  | Авг.  | Сен.  | Окт. | Нояб. | Дек. | Год   |
| ----------------------------- | ---- | ---- | ---- | ---- | ----- | ---- | ----- | ----- | ----- | ---- | ----- | ---- | ----- |
| Средний суточный максимум, °C | 25,3 | 26,4 | 27,1 | 26,9 | 27,0  | 25,5 | 23,8  | 22,6  | 23,9  | 26,1 | 25,8  | 25,8 | 25,6  |
| Средняя температура, °C       | 18,6 | 19,7 | 20,4 | 20,7 | 20,8  | 19,8 | 18,9  | 18,1  | 18,7  | 19,6 | 19,0  | 18,9 | 18,9  |
| Средний суточный минимум, °C  | 11,9 | 12,9 | 13,7 | 14,5 | 14,6  | 14,1 | 14,0  | 13,6  | 13,5  | 13,1 | 12,1  | 12,0 | 12,2  |
| Норма осадков, мм             | 19,7 | 28,0 | 59,5 | 94,9 | 102,3 | 65,2 | 108,7 | 139,7 | 102,2 | 50,6 | 12,5  | 8,0  | 791,2 |
| Источник: ,                   |      |      |      |      |       |      |       |       |       |      |       |      |       |

## Население
По данным Центрального статистического агентства, в 2005 году население Харэра составляло 122 000 человек, из них 60 000 мужчин и 62 000 женщин. Национальный состав: оромо, амхара, сомалийцы, гураге и тиграи.

## Города-побратимы
- Шарлевиль-Мезьер, Франция

## Интересные факты

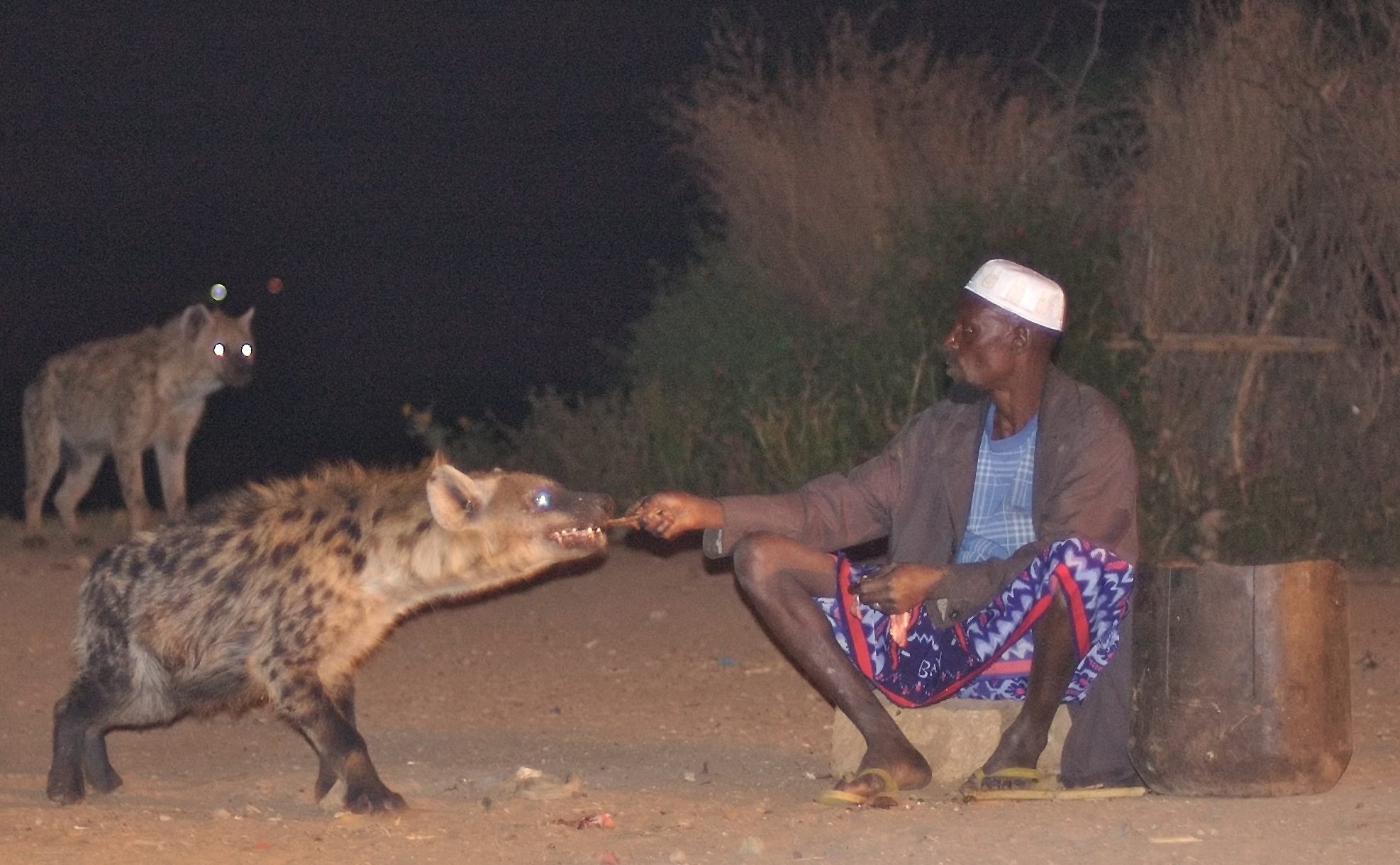
Кормление гиен в Харэре

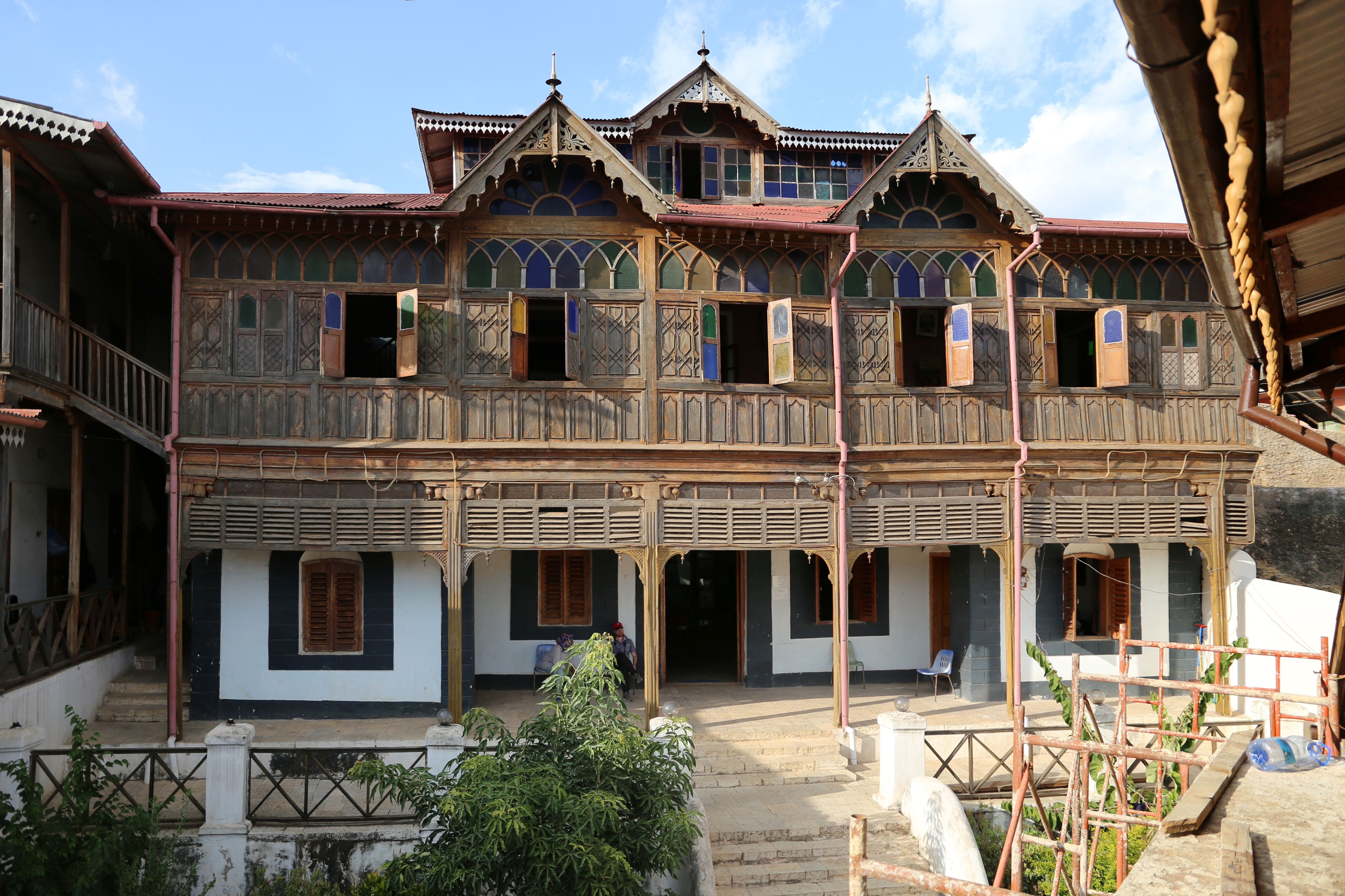
Дом-музей Артюра Рембо

- Ночью улицы в городе патрулируют три стаи гиен, что приветствуется местными жителями[14]. Согласно легенде, ранее стаи пятнистых гиен воровали скот, а однажды даже напали на девочку, вышедшую за стены города, схватили её за голову и утащили к реке. Тогда жители решили вместо того, чтобы попытаться истребить гиен, начать их прикармливать. Эта традиция продолжается до настоящего времени, и кормление гиен привлекает туристов[15].
- В 1880-е годы в городе жил французский поэт Артюр Рембо, занимавшийся в последние годы своей жизни торговлей огнестрельным оружием в районе Красного моря.